# Bon-Adrien-Jeannot de Moncey
Bon Adrien Jeannot de Moncey, vévoda z Conegliana (31. července 1754 v Palise (usedlost Moncey) u Besançonu – 20. dubna 1842 v Paříži) byl francouzský voják, maršál Francie, účastník francouzských revolučních a napoleonských válek.

## Život

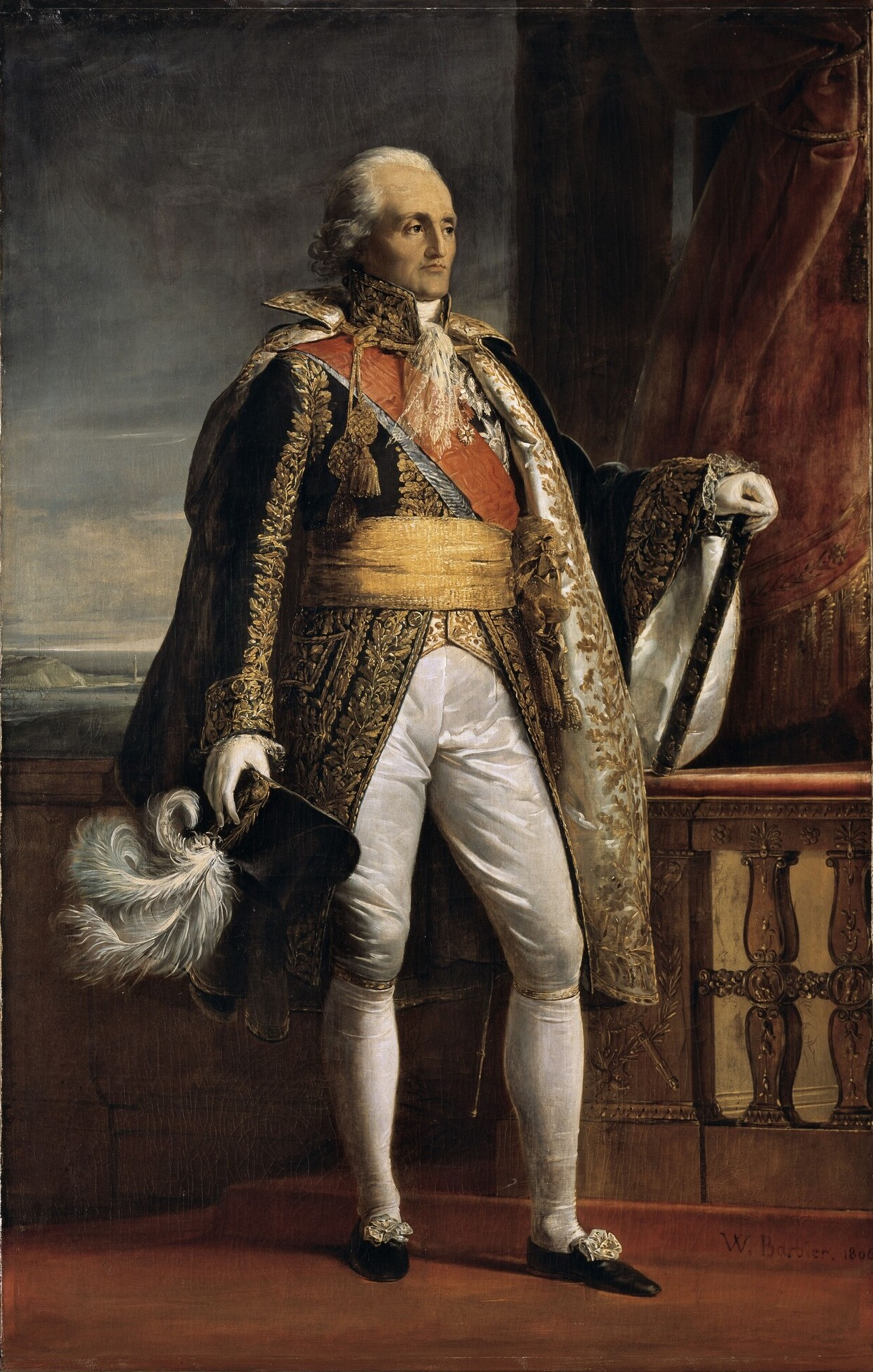
Bon Adrien Jeannot de Moncey

Moncey byl synem parlamentního soudce, který chtěl, aby jej syn následoval v kariéře. Mladý Moncey však vstoupil v 15 letech do armády, odkud byl otcem vzápětí vykoupen, ale opět v roce 1769 se nechal zlákat k četnictvu. To z kázeňských důvodů musel opustit, ale okamžitě vstoupil do armády. Roku 1789 byl již kapitánem. Po bojích v Pyrenejích byl roku 1794 povýšen na brigádního generála a tentýž rok na divizního generála. Úspěšně si vedl na pyrenejské frontě a obsadil Fuenterrabii, San Sebastian a Tolosu a 17. října 1794 zvítězil nad Španěly v bitvě u Villanova a roku 1795 přinutil Španěly k příměří v San Sebastianu a nakonec k Basilejskému míru. Roku 1796 převzal funkci velitele 11. pěší divize v Bayonne a poté byl jmenován velitelem 15. divize se sídlem v Lyonu. Roku 1797 byl inaktivován pro podezření z royalismu. To se zakládalo jen na faktu, že Moncey se choval velmi slušně, a to i k monarchistům. Direktorium jej aktivovalo až roku 1799 a po převratu 9. listopadu (18. brumaire) téhož roku se zcela přiklonil k Napoleonovi Bonaparte. V tažení roku 1800 překročil se sborem 20 000 mužů svatogodhardský průsmyk a porazil Rakušany u Monzambana a Rovereda, ale nechal se oklamat rakouským generálem Laudonem a zavinil vyklouznutí celého rakouského sboru z obklíčení, načež byl vrchním velitelem generálem Brunem odvolán. Po Lunevillském míru (1801) se Moncey stal generálním inspektorem četnictva a v této funkci setrval celých 14 let. Roku 1804 byl povýšen do hodnosti císařského maršála (19. května) a roku 1808 se stal vévodou z Conegliana. Téhož roku odjel na Pyrenejský poloostrov, aby se podílel na španělské kampani. Jako velitel sboru táhl na Valencii, porazil Španěly v průsmyku Almanza, ale Valencii neobsadil. Podílel se pak na dobývání Zaragozy, které dokončil maršál Lannes a která kapitulovala 21. února 1809. Pro nesouhlas s tažením do Ruska neobdržel v letech 1812 a 1813 žádné velení a byl využit jen jako inspektor rezervních sborů. Až roku 1814 byl jmenován generálmajorem národní gardy v Paříži a pomáhal hájit město proti spojencům (Clichy, Montmartre). Za restaurace Bourbonů byl Ludvíkem XVIII. jmenován pairem a v této funkci byl potvrzen Napoleonem během Sta dnů. Po bitvě u Waterloo rozhodně odmítl svou účast na odsouzení maršála Neye svým dopisem Ludvíkovi XVIII. Dopis se stal prvořadou společenskou i vnitropolitickou senzací a Moncey za sepsání sklidil nenávist royalistů, kteří celé prohlášení označili za propagaci bonapartismu. Dopis začíná: 
| „                   | Sire, placé dans la cruelle altérnative de désobéir a Votre Majeste ou de manquer a ma conscience… Sire, postaven před kruté rozhodnutí neuposlechnout Vaše Veličenstvo či zradit své svědomí… neumím zodpovědět otázku, zda je maršál Ney vinen či nevinen, vím jen, že vykonal hrdinské skutky v bojích pro Francii a apeluji na Vaše Veličenstvo, aby byly posouzeny v jeho prospěch… Ten, který tak mnoho vykonal pro Francii, přes své omyly a pochybení musí žít!… Sire, největší tíhou vládce je pošpiněná koruna… buďte proto ochráncem svého čistého štítu… právě ti, kteří dnes žádají jeho smrt, se dříve před ním plazili a dovolávali se jeho zastání a já neznám případ, že by někoho Ney odmítl… | “ |
| — Jeannot de Moncey | |   |

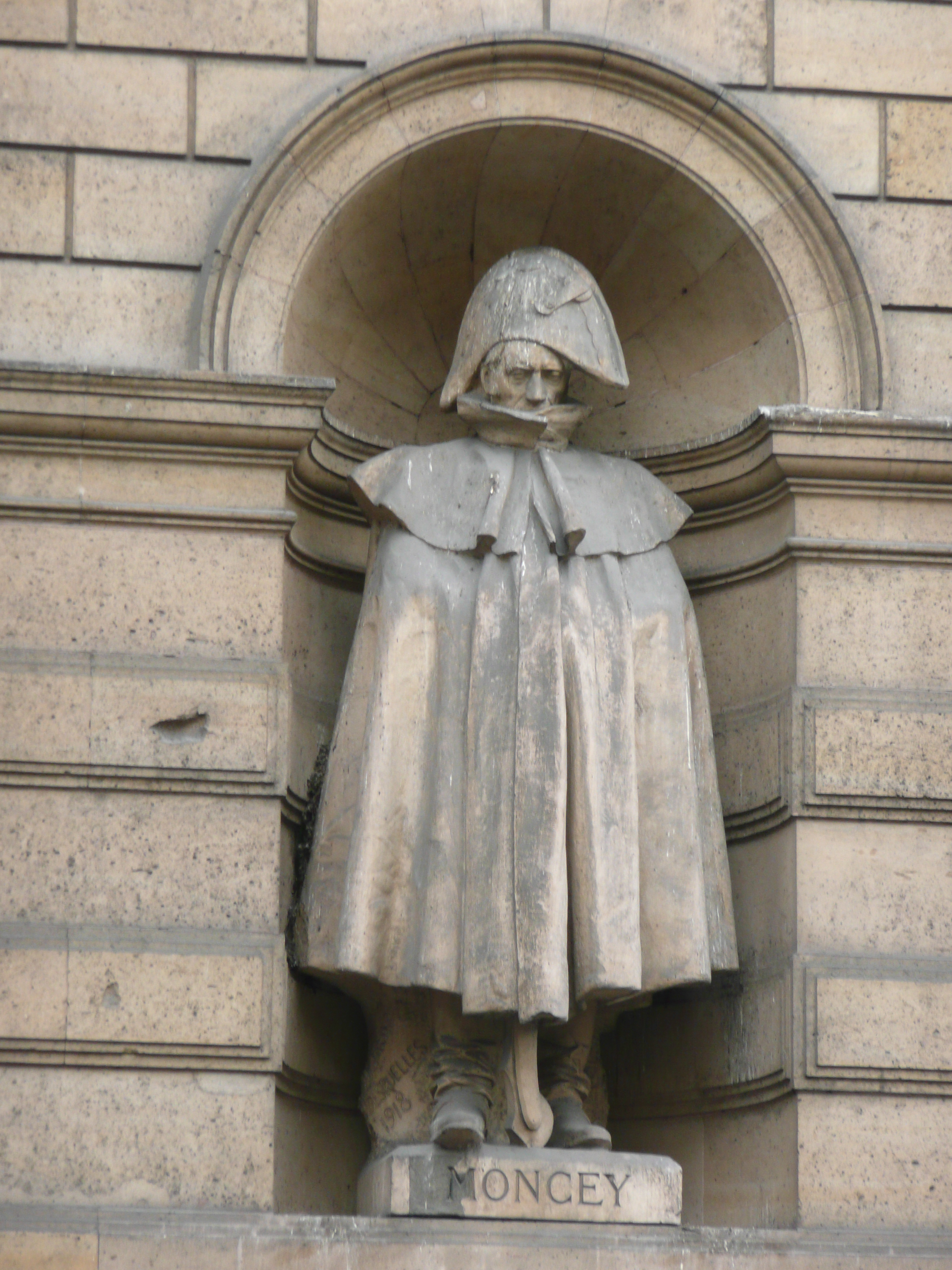
Jeho socha v Louvre

Za to byl zbaven hodnosti maršála Francie a ztratil též svou funkci paira, byl zatčen a vsazen do vězení v pevnosti Ham. Křivda byla však příliš do očí bijící, a proto byl po několika měsících věznění propuštěn do domácího vězení.

### 1816–1842
Roku 1816 byla mu vrácena hodnost maršála. Od roku 1819 již opět zasedal v komoře pairů, kde byl jedním z hlavních reprezentantů opozice. Roku 1820 převzal funkci velitele 9. pěší divize a roku 1823 dokonce byl velitelem expedičního 4. sboru ve Španělsku, se kterým obsadil Barcelonu a celé Katalánsko. Roku 1825 (29. května) byl vrchním velitelem slavnosti korunovace Karla X. Přivítal Červencovou revoluci roku 1830 a Ludvík Filip jej jmenoval roku 1833 guvernérem pařížské Invalidovny (po smrti maršála Jourdana). V této funkci pak zažil největší událost svého života - převezení ostatků Napoleonových z ostrova Svaté Heleny do Paříže. Po skončení slavnosti pronesl známý výrok „a nyní půjdeme zemřít“. Mezi generály a maršály císařství byl proslulý svým pevným, čistým charakterem, slušným vystupováním a vysokým společenským standardem. Jako voják byl obezřetný, pečlivý, starostlivý, ale bez agresivní jiskry a bez smyslu pro vyšší taktiku a strategii. Zemřel v Paříži ve věku 88 let a ze všech Napoleonových maršálů se dožil nejvyššího věku. Je pohřben v kryptě pařížské Invalidovny. Titul vévody z Conegliana pak zdědil jeho zeť Alphonse Auguste Duchesne Gillevoisin, 2. vévoda z Conegliana (1791–1878).